# Ирма Курти
Ирма Курти (на албански: Irma Kurti) е албанска журналистка, преводачка, поетеса и писателка на произведения в жанра лирика, драма и автобиография.

## Биография и творчество
Ирма Хасан Курти е родена на 20 март 1966 г. в Тирана, Албания, в семейството на Хасан Курти и Шерифе Курти-Мезини. Баща ѝ е рентгенолог по професия и чете много. Той предава тази си страст на дъщеря си, а впоследствие я насърчава да пише. Отраства в Елбасан. Започва да пише поезия от 10-годишна възраст. Първите ѝ стихотворения са публикувани в списанията „Fatosi“ и „Pionieri“. През 1980 г. е отличена с първа награда в Националния конкурс по случай 35-годишнината на списание „Пионер“. Участва и в детските фестивали в Елбасан.
Следва английска филология в Историко-филологическия факултет на Тиранския университет, който завършва през 1988 г. След дипломирането си работи като учител по английски език, а по-късно и като журналист в няколко медии като вестник „Учител“, „Център полюс“, „Информационен ден“ и др.
През 1989 г. печели втора награда в поетичния конкурс за млади поети, организиран от Радио – Тирана, по случай 45-годишнината от освобождението на Албания. По-късно стиховете ѝ са публикувани във вестници и списания като „Drita“, „Zeri i Rinisë“, „Nëntori“, „Shqiptarja e re“.
През 1997 – 1998 г. посещава 1-годишен курс по гръцки език и култура в Атинския университет в Гърция. Завършва различни курсове за специализация по журналистика в Германия, Норвегия, Дания, САЩ, Франция, Италия и Швейцария.
Първата ѝ стихосбирка „Këtë natë me ty“ (Тази вечер с теб) е издадена през 1999 г. Първият ѝ роман „Midis dy brigjeve“ (Между двата бряга) е издаден през 2010 г.
Тя е известна и като създател на над 100 текстове за песни, някои от които са за известни албански песни и са получили награди. За творчеството си е отличена с над 50 различни награди в национални и международни поетични, музикални и литературни конкурси.
Ирма Курти живее в Бергамо.

## Произведения

### Самостоятелни романи
- Midis dy brigjeve (2010) – автобиографичен роман[1][2]
- Njeriu që fliste me pemët (2015)
- Dallgët thërresin emrin tënd (2020)

### Поезия
- Këtë natë me ty (1999)[1][2]
- Shihemi në një tjetër botë (2002)
- Qirinjtë janë fikur (2003)
- Bëj sikur fle (2005)
- Puthja e fundit (2007)
- Nën bluzën time (2013)
- Nuk është ky deti (2016)
- Në pragun e një dhimbjeje (2016)
- Pa atdhe (2017)
- Në borxh me dashurinë (2018)
- Mesazhe nga lart (2018)
- Kohë për t’u dashur (2019)
- Zëri yt tretet në erë (2020)

### Сборници
- Një vjeshtë pa kthim (2013) – сборник разкази[1]
- Lajmet vijnë edhe këtu (2016) – сборник разкази

### Детска литература
- Krahët rreh një flutur (2016)

### Документалистика
- Copëza shënimesh nëpër rrugët e shkreta (2013) – публицистика

Повечето от произведенията ѝ са преведени и публикувани на италиански език.

## Отличия
частично представяне
- Първа награда в Международния конкурс за поезия и проза „Наполи културна класика“ за 2011 г., в категорията за чуждестранни автори.[1][2][3][4][5]
- Първа награда в раздела за проза на Международния конкурс „Lago Gerundo – Europa e Cultura“ 9-то издание, в Пауло, за книгата „Между двата бряга“.
- Награда на критиците на Международния конкурс за поезия и проза за 2011 г. „Културна интеграция за по-добър свят“ в Милано с поетичното резюме: „Да събудим угаснала любов“.
- Специална награда „Международен университет на мира“ в XIII издание, 2012 г. на Международния конкурс „Европа“ в Лугано, Швейцария за книгата „Между двата бряга“.
- Международна награда „Universum Donna 2013“ и отличието „Посланик на мира“ от Университета за мир на Италианска Швейцария.
- Специална награда на Международния литературен конкурс „Città di Pontremoli“ 2014 за книгата: „Një vjeshtë pa kthim“ (Есен без завръщане).
- Първа награда в литературния конкурс „Città di Treviglio“ за разказ.
- Първа награда на Международния литературен конкурс „Европа“ 2015 г. в Лугано, Швейцария, за поетичната книга: „Nën bluzën time“ (Под ризата ми).
- Първа награда в Международния литературен конкурс: „Posedonia Paestum“ 2015 г. Салерно, в категорията на чуждестранни автори със стихотворението: „Скъпи, не можеш да знаеш“.
- Награда за заслуги на Международния литературен конкурс: „Заедно в света“ 2015 г. в Савона, за книгата с разкази: „Lajmet vijnë edhe këtu“ (И тук пристигат новини).
- „Албански поет на 2015 г.“ от ПЕН центъра на Албания.
- Най-добрият текст на „Детски фестивал Vihuela 2016“, в Прищина, Косово, за „Обичам страната си“.
- Награда „Най-добра книга“ за стихосбирка: „Sulla soglia di un dolore“ (На прага на болката) на Международния конкурс за награди на стихотворенията, организиран от Академията на художниците в Неапол.
- Специална награда „Международен университет за мир Швейцария“ 2017 г., за поетичната книга: „Pa atdhe“ (Бездомни).
- Награда „В памет на Бруна Барони – най-добрият текст, посветен на майката“ на Международния литературен конкурс: „Centro Giovani e Poesia“, издание XXVI.
- Първа награда в секцията за чуждестранни поети за книгата: „Бездомни“ на Международния поетичен конкурс „Poseidonia – Paestum“, издание XXIII.
- Първа награда за поезия. За най-добър поетичен цикъл, представен в Конкурса: „Дни на албанската литература“, организиран от списание „Асамблея“ за 2017 г. в Мичиган, САЩ.
- Специална награда „Поезия на народите“ на Международния литературен конкурс „Centro Giovani e Poesia 2018“ в Триуджо.
- Награда „Най-добър текст за песен“ на Международния детски фестивал в Дяково, Косово, 2018 г.
- Награда „Най-добър текст за песен“ на детския фестивал: „Адриатически звуци, 2018“ в Дуръс.
- Първа награда в Международния литературен конкурс: „Scriptura“ в раздела на чуждестранни автори със стихотворението: „Обикновени“.
- Първа награда в Националния литературен конкурс „Леандро Полверини“ в Анцио за книгата: „Il sole ha emigrato“.
- Първа награда в Международния литературен конкурс „Universum Switzerland“ 2020 за поетичната книга: „In una stanza con i ricordi“ (В стая със спомени).
- Най-добър текст за песента „Липсва ми страната ми“ на детския фестивал „Вихуела 2020“ в Прищина.
- Първа награда в раздела за чуждестранни автори в Международния конкурс за литературно изкуство: „La citta della rosa“ 2020 г. за романа „In assenza di parole“ (При липса на думи).
- През 2020 г. получава титлата: „Академик и почетен президент“ на Италианската поетична енциклопедия.